# Íris Nascimento
Íris Nascimento, (Rio de Janeiro, 28 de novembro de 1958) é uma atriz brasileira.

## Biografia
Nasceu na cidade de Pirassununga, a 28 de novembro de 1958, porém fora registrada na cidade do Rio de Janeiro. Seu pai era militar e sua mãe, Benedita Florência Miranda do  Nascimento, integrara na década de 1950 a equipe de vôlei de Pirassununga.  

## Carreira
Sua carreira artística iniciara em 1979, ao integrar o elenco da telenovela Cabocla, de Benedito Ruy Barbosa. Já em 1980 destacara-se como Lelena, em Marina. Trabalhara em telenovelas de Benedito Ruy Barbosa, Manoel Carlos, Glória Perez, Wilson Aguiar Filho e Walcyr Carrasco. 
Em cinema estreara em 1983, no filme Gabriela, Cravo e Canela. Em 1985 participa de Pedro Mico, pelo qual recebera o Troféu Candango do Festival de Brasília de Melhor Atriz Coadjuvante. 
Cursou Moda no Instituto Zuzu Angel, tendo iniciado em 1998. 
É casada com Marcelo, com quem tem dois filhos.

## Filmografia

### Televisão
| Ano  | Título            | Personagem                          | Notas                                   | Emissora      |
| ---- | ----------------- | ----------------------------------- | --------------------------------------- | ------------- |
| 1979 | Cabocla           | Ritinha                             |                                         | Rede Globo    |
| 1980 | Marina            | Lelena                              |                                         | Rede Globo    |
| 1982 | Paraíso           | Das Dores                           |                                         | Rede Globo    |
| 1983 | Voltei pra Você   | Branca                              |                                         | Rede Globo    |
| 1983 | Caso Verdade      | Zenite                              | Episódio: "As Mãos que Tocaram em Deus" | Rede Globo    |
| 1983 | Caso Verdade      | Teresinha                           | Episódio: "Avião em Voo Cego"           | Rede Globo    |
| 1984 | Caso Verdade      | Leda (Ledinha)                      | Episódio: "O Dia Dele"                  | Rede Globo    |
| 1985 | O Tempo e o Vento | Laurinda (jovem)                    |                                         | Rede Globo    |
| 1986 | Novo Amor         | Maria                               |                                         | Rede Manchete |
| 1988 | Vida Nova         | Clara                               |                                         | Rede Globo    |
| 1990 | Escrava Anastácia | Filomena - Oiaquemi                 |                                         | Rede Manchete |
| 1993 | Renascer          | Lurdinha                            |                                         | Rede Globo    |
| 1994 | Você Decide       | Lourdes de Oliveira                 | Episódio: "A Viúva Negra"               | Rede Globo    |
| 1997 | Malhação          | Verônica                            | Participação: Temporada 3               | Rede Globo    |
| 1998 | Pecado Capital    | Fafá                                | Participação                            | Rede Globo    |
| 2007 | Paraíso Tropical  | Creusa                              | Episódio: "25 de maio"                  | Rede Globo    |
| 2007 | Linha Direta      | Mãe                                 | Episódio: "Mães de Acari"               | Rede Globo    |
| 2008 | Sete Pecados      | Tônia (Antônia Nascimento da Silva) | Episódios: "67–89"                      | Rede Globo    |
| 2010 | Uma Rosa com Amor | Zenilda                             | Participação                            | SBT           |

### Filmes
| Ano  | Título                   | Personagem | Notas          |
| ---- | ------------------------ | ---------- | -------------- |
| 1983 | Gabriela, Cravo e Canela | Malvina    |                |
| 1985 | Pedro Mico               | Melize     |                |
| 2012 | O Palhaço                | —          | Curta-metragem |

## No Teatro
- 1985 - O Analista de Bagé - O Musical, Tchê![4]
- 1986 - Ambrósio, o Super Boneco
- Tamba, o Rei Leão
- Assim caminha uma unidade

## Premiações
| Ano  | Prêmio               | Categoria                | Trabalho   | Resultado | Ref.  |
| ---- | -------------------- | ------------------------ | ---------- | --------- | ----- |
| 1985 | Festival de Brasília | Melhor Atriz Coadjuvante | Pedro Mico | Venceu    | [ 1 ] |